# Lyman (Wyoming)
Lyman város az USA Wyoming államában, Uinta megyében Lakosainak száma 2135 fő (2020. április 1.).

## Népesség
A település népességének változása:

| 2010 | 2 115 |
| 2020 | 2 135 |